# Acacia kostermansii
Acacia kostermansii é uma espécie de leguminosa do gênero Acacia, pertencente à família Fabaceae.